# Julija Galyševa
Julija Evgen'evna Galyševa (in russo Юлия Евгеньевна Галышева?; Öskemen, 23 ottobre 1992) è una sciatrice freestyle kazaka, specialista nelle gobbe.

## Biografia
Galyševa ha partecipato alle Olimpiadi di Vancouver 2010 terminando in undicesima posizione nelle gobbe. Lo stesso anno a Méribel, in Francia, sale per la prima volta sul podio in Coppa del Mondo vincendo la gara di gobbe in parallelo, superando la campionessa olimpica uscente Hannah Kearney. L'anno successivo colleziona due ori ai Giochi asiatici di Almaty 2011.
Partecipa alle sue seconde Olimpiadi in occasione dei Giochi di Soči 2014, non riuscendo ad accedere alla finale valida per le medaglie. È medaglia di bronzo nelle gobbe in parallelo ai Mondiali di Kreischberg 2015 e nell'edizione successiva riesce a migliorarsi laureandosi vicecampionessa mondiale nella stessa specialità.
Nel 2018 ha preso parte ai XXIII Giochi olimpici invernali a Pyeongchang, vincendo la medaglia di bronzo nella gara di gobbe.

## Palmarès

### Olimpiadi
- 1 medaglia:
  - 1 bronzo (gobbe a Pyeongchang 2018)

### Mondiali
- 3 medaglie:
  - 1 oro (gobbe a Park City 2019)
  - 1 argento (gobbe in parallelo a Sierra Nevada 2017)
  - 1 bronzo (gobbe in parallelo a Kreischberg 2015)

### Mondiali juniores
- 3 medaglie:
  - 2 ori (gobbe a Jyväskylä 2011; gobbe a Chiesa in Valmalenco 2012)
  - 1 bronzo (gobbe in parallelo a Chiesa in Valmalenco 2012)

### Coppa del Mondo
- Miglior piazzamento nella Coppa del Mondo generale di gobbe: 4ª nel 2016 e nel 2019
- 22 podi:
  - 5 vittorie
  - 10 secondi posti
  - 7 terzi posti

#### Coppa del Mondo - vittorie
| Data             | Luogo     | Paese      | Disciplina |
| ---------------- | --------- | ---------- | ---------- |
| 15 dicembre 2010 | Méribel   | Francia    | DM         |
| 13 dicembre 2014 | Ruka      | Finlandia  | DM         |
| 22 dicembre 2017 | Thaiwoo   | Cina       | MO         |
| 12 gennaio 2019  | Calgary   | Canada     | MO         |
| 2 marzo 2019     | Shymbulak | Kazakistan | MO         |

Legenda:

MO = gobbe

DM = gobbe in parallelo